# Abraham Wogute
Abraham Kennedy Wogute (* 28. Februar 1974) ist ein in Kenia lebender ugandischer Badmintonspieler. 

## Karriere
Abraham Wogute gewann von 1994 bis 1998 sieben Titel bei den Kenya International. 2009 war er bei den Uganda International erfolgreich. 2006 und 2010 nahm er an den Commonwealth Games teil.

## Sportliche Erfolge
| Saison | Veranstaltung        | Disziplin    | Platz | Name                           |
| ------ | -------------------- | ------------ | ----- | ------------------------------ |
| 1994   | Kenya International  | Herrendoppel | 1     | Abraham Wogute / Fred Gituku   |
| 1996   | Kenya International  | Mixed        | 1     | Abraham Wogute / Monica Githii |
| 1996   | Kenya International  | Herrendoppel | 1     | Abraham Wogute / Fred Gituku   |
| 1996   | Kenya International  | Herreneinzel | 1     | Abraham Wogute                 |
| 1998   | Kenya International  | Mixed        | 1     | Abraham Wogute / Monica Githii |
| 1998   | Kenya International  | Herrendoppel | 1     | Abraham Wogute / Fred Gituku   |
| 1998   | Kenya International  | Herreneinzel | 1     | Abraham Wogute                 |
| 2009   | Uganda International | Mixed        | 1     | Abraham Wogute / Rita Namusisi |

## Referenzen
- Abraham Wogute beim Badminton-Weltverband

| Personendaten    | Personendaten                |
| ---------------- | ---------------------------- |
| NAME             | Wogute, Abraham              |
| ALTERNATIVNAMEN  | Wogute, Abraham Kennedy      |
| KURZBESCHREIBUNG | ugandischer Badmintonspieler |
| GEBURTSDATUM     | 28. Februar 1974             |